# Chiesa di San Silvestro (Attimis)
La chiesa di San Silvestro è la parrocchiale di Racchiuso, frazione di Attimis, in provincia ed arcidiocesi di Udine; fa parte della forania della Pedemontana. La chiesa sorge nella piazza del paese.

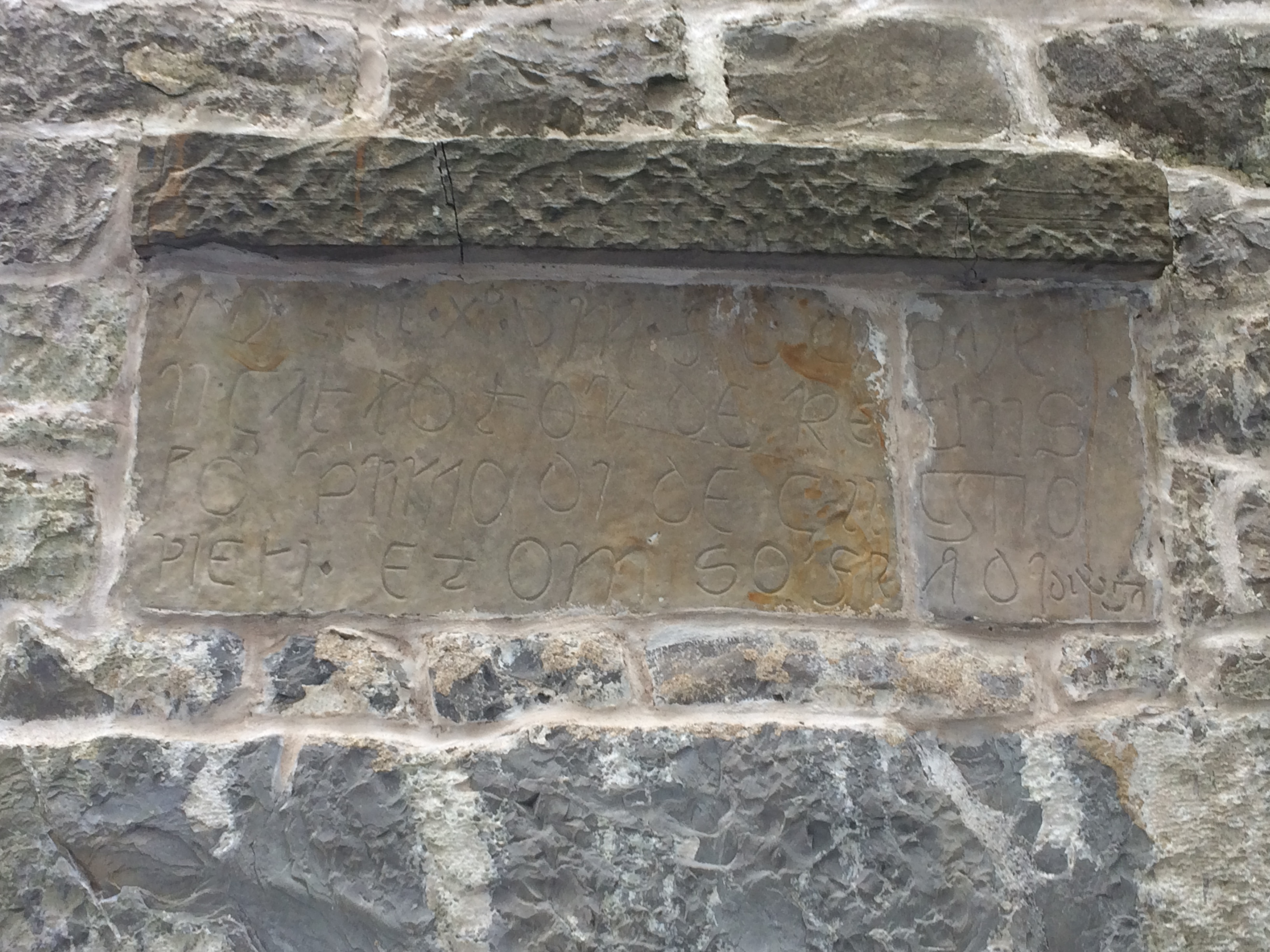
Lapide con iscrizione in friulano.

## Storia e descrizione

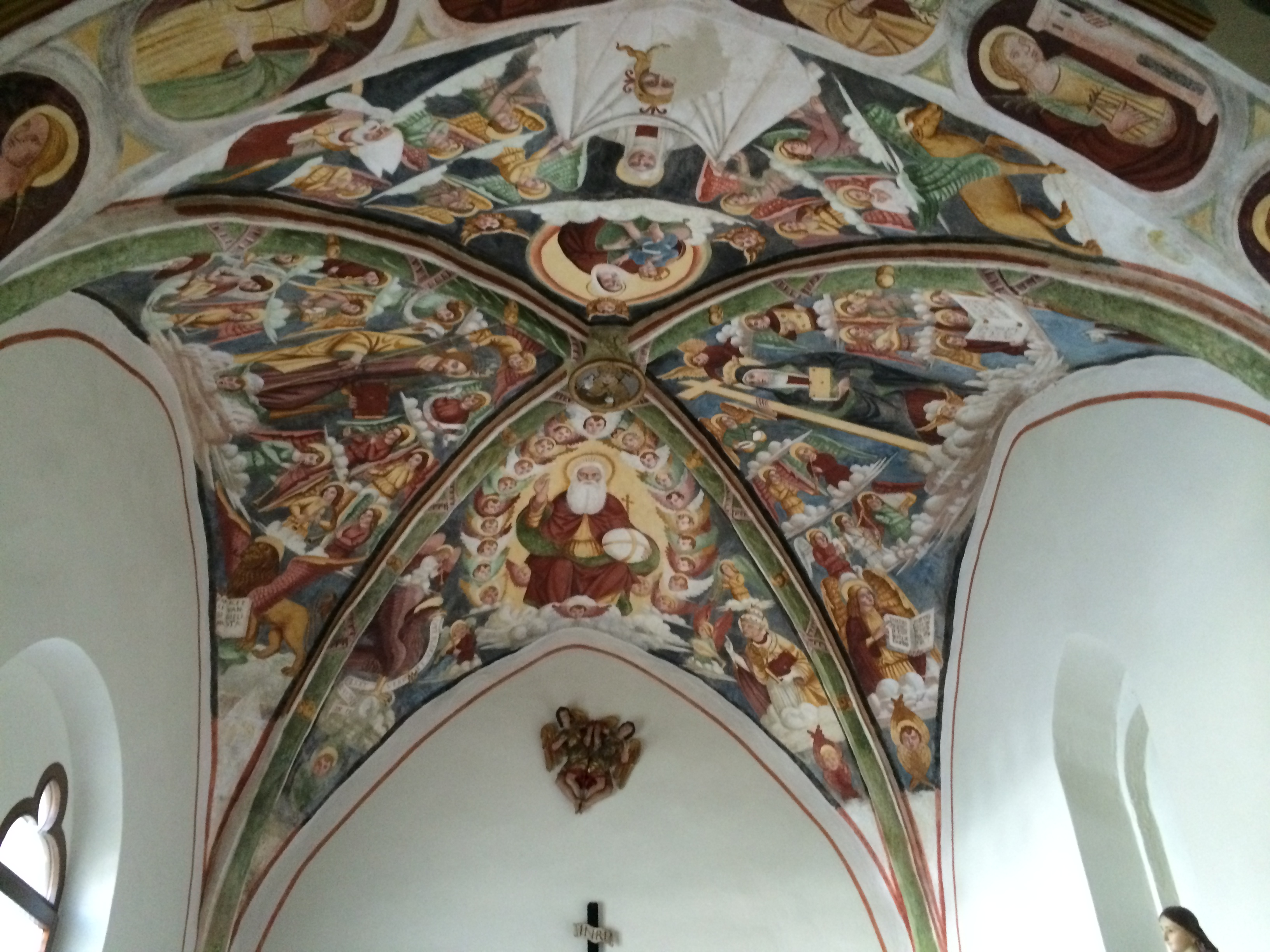
Volta affrescata da Gian Paolo Thanner

L'attuale chiesa venne edificata nel 1900. Al suo interno, sul lato di sinistra, l'attuale sacrestia era in precedenza una chiesetta a sé stante, risalente al XV secolo; è presente un ciclo di affreschi di Gian Paolo Thanner del 1518, che rappresentano:
- Padre Eterno benedicente
- Madonna con Bambino e Santi
- Dottori della Chiesa
- Sante Vergini

Da notare soprattutto la serie degli angioletti musicanti, che costituisce per la varietà degli strumenti raffigurati una vera e propria antologia di quelli all'epoca in uso in Friuli.
A lato della chiesa è situata una torre campanaria medioevale alta circa 20 m, che originariamente era una torre di vedetta; il campanile conserva un'iscrizione del 1448, di notevole importanza perché scritta in friulano: